# (17350) 1968 OJ
1968 أو جاي (ويعرف أيضًا باسم (17350) 1968 أو جاي وفق تسمية الكوكب الصغير) (بالإنجليزية: 1968 OJ)‏ هو كويكب ضمن حزام الكويكبات؛ وترتيبه 17350 من حيث الاكتشاف.
اكتُشف هذا الجُرم الفلكي بواسطة كارلوس توريس في 18 يوليو 1968.

## وصلات خارجية
- (17350) 1968 OJ في قاعدة بيانات مختبر الدفع النفاث لأجرام النظام الشمسي الصغيرة

- الاكتشاف · مخطط المدار ·  العناصر المدارية · المعلمات المادية

- (17350) 1968 OJ على موقع ويكي سكاي: DSS2, SDSS, GALEX, IRAS, Hydrogen α, X-Ray, Astrophoto, Sky Map, Articles and images